# فرودگاه دلنزدگد
فرودگاه دلنزدگد (به انگلیسی: Dalanzadgad Airport) یک فرودگاه نظامی و غیرنظامی با کد یاتا DLZ است که یک باند فرود بتن دارد و طول باند آن ۲۳۰۰ متر است. این فرودگاه در شهر دلنزدگد کشور مغولستان قرار دارد و در ارتفاع ۱۴۵۹ متری از سطح دریا واقع شده‌است.